# Klemensker
Klemensker är en ort på Bornholm i Danmark. Den ligger i Bornholms regionkommun och Region Hovedstaden.
Klemensker ligger cirka 110 meter över havet och antalet invånare är 629. Närmaste större samhälle är Rønne, 10 km sydväst om Klemensker. 
Byns namn kommer av Sankt Clemens Kirke där suffixet -ker betyder "kirke".